# Víctor Tomás
Víctor Tomás González (* 15. Februar 1985 in Barcelona) ist ein ehemaliger spanischer Handballspieler. Er wurde in die Hall of Fame of European handball aufgenommen.

## Vereinskarriere
Der Linkshänder spielte beim FC Barcelona in der Liga ASOBAL meist auf Rechtsaußen und war Kapitän des Teams. Aufgrund von Herzproblemen beendete er nach der Saison 2019/20 seine Karriere.
Mit dem Team aus Barcelona gewann er 69 Titel. Am 30. November 2022 ehrte ihn sein ehemaliger Verein mit dem Aufhängen eines Trikots mit seiner Rückennummer 8 im Palau Blaugrana.

## Auswahlmannschaften
Tomás bestritt mit der spanischen Männer-Handballnationalmannschaft 173 Länderspiele, in denen er 551 Tore warf. Bei der Weltmeisterschaft 2007 erreichte er mit Spanien den siebten Platz. Ein Jahr später gewann er die Bronzemedaille bei den Olympischen Spielen 2008. Bei der Weltmeisterschaft 2009 wurde er 13, bei der Europameisterschaft 2010 Sechster. Er gewann die Bronzemedaille bei der Weltmeisterschaft 2011 und wurde mit dem spanischen Team Weltmeister 2013. Bei der Europameisterschaft 2014 in Dänemark gewann er erneut Bronze.

## Erfolge

### Titel
- Weltmeister 2013
- 3 × EHF Champions League[4]: 2005, 2011 und 2015
- 1 × EHF-Pokal[4]: 2003
- 1 × Supercup Europa[4]: 2004
- 12 × Spanischer Meister[4]: 2003, 2006, 2011, 2012, 2013, 2014, 2015, 2016, 2017, 2018, 2019 und 2020
- 11 × Spanischer Pokalsieger[4]: 2004, 2007, 2009, 2010, 2014, 2015, 2016, 2017, 2018, 2019 und 2020
- 10 × Copa ASOBAL[4]: 2010, 2012, 2013, 2014, 2015, 2016, 2017, 2018, 2019 und 2020
- 12 × Spanischer Supercup[4]: 2004, 2007, 2009, 2010, 2013, 2014, 2015, 2016, 2017, 2018, 2019 und 2020
- 5 × IHF Super Globe[4]: 2014, 2015, 2018, 2019 und 2020
- 7 × Lligues dels Pirineus[4]: 2004, 2006, 2007, 2008, 2010, 2011 und 2012
- 7 × Supercopa de Catalunya[4]: 2013, 2015, 2016, 2017, 2018, 2019 und 2020

### Weitere Erfolge
- Bronzemedaille bei der Weltmeisterschaft 2011
- Bronzemedaille bei der Europameisterschaft 2014
- Bronzemedaille bei den Olympischen Spielen 2008

## Ehrungen
Er wurde in die Hall of Fame of European handball aufgenommen.